# Любиша Стоянович
Любиша Стоянович (на македонска литературна норма: Љубиша Стојановиќ) е есеист и преводач от Северна Македония.

## Биография
Роден е в Мостар в 1936 година. Завършва основното и средно образование в Куманово и френски език и книжовност във Философския факултет на Скопския университет в 1961 година. Специализира в Гренобъл, Безансон, Дижон, Париж.

## Творчество
- Пораките на поетската вселена (1989);
- Трагачи на зборот (1995);
- Возвишено и ново (1998);
- Доблесни творечки маѓесници (2001).

Превежда от френски на македонски литературен език (Балзак, Гароди, Мериме, Боадьофър, Валери, Хербериш, Гофет, Руа, Жино, Колц, Ламберси, Жино-Пелатон, Каманда и други), от сръбски (Лаинович, Димитриевска-Пейчич) както и от френски на сръбски (Жино-Пелатон, Жино).
Носител е на много награди и признания, между които „Божидар Настев“, „Златно перо“ (за книжовен превод) и високото френско отличие Академични палми.